# Al Hajjaylah (huyện)
Huyện Al Hajjaylah là một huyện thuộc tỉnh Al Hudaydah, Yemen. Đến thời điểm năm 2003, huyện này có dân số 9694 người